# Abrodictyum obscurum
Abrodictyum obscurum là một loài dương xỉ trong họ Hymenophyllaceae. Loài này được Blume Ebihara & K. Iwats. mô tả khoa học đầu tiên năm 2006.